# Courgevaux
Courgevaux (en alemán Gurwolf) es una comuna suiza del cantón de Friburgo, situada en el distrito de See/Lac. Limita al norte con las comunas de Greng y Murten, al este con Münchenwiler (BE), al sur con Courlevon y Villarepos, y al oeste con Clavaleyres (BE) y Faoug (VD).

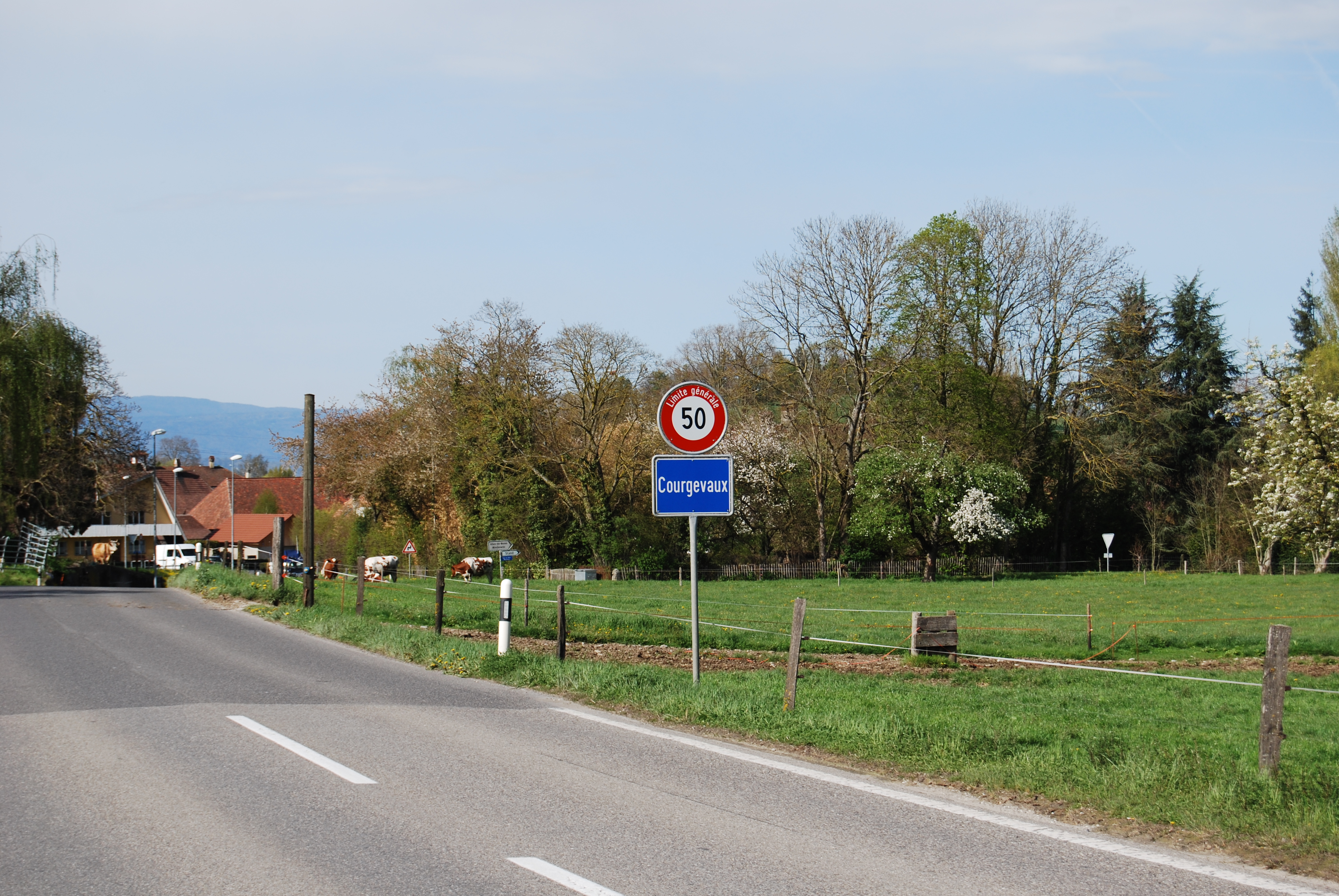
Courgevaux

## Transportes
Ferrocarril
En la comuna de Münchenwiler hay una estación ferroviaria en la que efectúan parada trenes regionales.